# Europejska Karta Naukowca
Europejska Karta Naukowca stanowi rekomendację dobrych praktyk dla naukowców oraz pracodawców i/lub grantodawców zatrudniających naukowców wydaną przez Dyrekcję Generalną ds. Badań Komisji Europejskiej. Określa prawa i obowiązki badaczy i ich instytucji finansujących. Została opublikowana wraz z Kodeksem postępowania przy rekrutacji pracowników naukowych, który określa zasady zatrudniania i mianowania naukowców. Dokument przygotowano w oparciu o obszerne zalecenia badaczy i interesariuszy polityki badawczej. Komisja Europejska określiła w Europejskiej Karcie Naukowca i Kodeksie Postępowania przy rekrutacji pracowników naukowych "kluczowe elementy polityki Unii Europejskiej na rzecz uczynienia nauki atrakcyjną karierą, co jest istotnym elementem jej strategii stymulowania gospodarki i zatrudnienia wzrost". Do 2020 roku prawie tysiąc instytucji europejskich formalnie przyjęło kartę, co wskazuje na jej praktyczne wdrożenie.

## Ogólne zasady i wymagania mające zastosowanie do naukowców w karcie
- Wolność myśli
- Przestrzeganie uznanych praktyk etycznych
- Odpowiedzialność zawodowa * Profesjonalna postawa (np. uzyskanie niezbędnych zgód przed rozpoczęciem badań)
- Zobowiązania umowne i prawne
- Odpowiedzialność (np. przestrzeganie zasad należytego, przejrzystego i efektywnego zarządzania finansami)
- Dobre praktyki w badaniach (np. rzetelne tworzenie kopii zapasowych danych)
- Promowane jest rozpowszechnianie i wykorzystywanie wyników
- Promowane jest zaangażowanie społeczne
- Badacze powinni w przyjęty sposób korzystać z dostępnej superwizji
- Starsi naukowcy mają obowiązek dobrze zarządzać młodszymi naukowcami i wspierać ich
- Promowany jest ciągły rozwój zawodowy

## Ogólne zasady i wymagania obowiązujące pracodawców i grantodawców
- Uznanie naukowców za profesjonalistów na ścieżce kariery (od poziomu studiów podyplomowych wzwyż)
- Zakaz dyskryminacji
- Środowisko badawcze powinno być stymulujące i bezpieczne
- Warunki pracy powinny być legalne i elastyczne
- Stabilność i trwałość zatrudnienia (wdrażanie zasad Dyrektywy UE w sprawie pracy na czas określony)
- Finansowanie i wynagrodzenia powinny być sprawiedliwe i atrakcyjne
- Równowaga płci („pracodawcy i/lub podmioty finansujące powinny dążyć do reprezentatywnej równowagi płci na wszystkich poziomach personelu, w tym na szczeblu nadzorczym i kierowniczym”)
- Należy wspierać rozwój kariery
- Wartość mobilności powinna być uznawana i promowana
- Dostęp do szkoleń badawczych i ciągłego rozwoju
- Dostęp do porad zawodowych
- Prawa własności intelektualnej powinny być chronione
- Współautorstwo należy postrzegać pozytywnie
- Nadzór powinien być zapewniony początkującym naukowcom
- Dydaktykę należy uznać za ważną, nie nakładającą nadmiernych obciążeń na badaczy
- Należy zapewnić systemy oceny/oceny
- Należy zapewnić procedury składania skarg/odwołań
- Promowany jest udział w organach decyzyjnych
- Rekrutacja powinna być zgodna z Kodeksem postępowania przy rekrutacji pracowników naukowych

## Kodeks postępowania przy rekrutacji pracowników naukowych
- Rekrutacja powinna być otwarta, skuteczna i przejrzysta
- Selekcja powinna być dokonywana przez zrównoważone i przeszkolone panele
- Przejrzystość procedury dla kandydatów
- Zasługi należy oceniać zarówno pod względem jakościowym, jak i ilościowym, równoważąc szeroki zakres kryteriów
- Przerwy w karierze i inne wielowymiarowe ścieżki kariery nie powinny być penalizowane
- Uznanie doświadczenia w zakresie mobilności
- Uznanie kwalifikacji
- Staż pracy („wymagane poziomy kwalifikacji powinny być zgodne z potrzebami stanowiska i nie powinny stanowić bariery wejścia”)
- Stanowiska podoktoranckie powinny zapewniać możliwości rozwoju zawodowego

## Cel i realizacja
Biorąc pod uwagę, że z prawnego punktu widzenia Karta i Kodeks są tylko zaleceniami, to wdrożenie dokumentów początkowo pozostawiono krajowym instytucjom. Karta i Kodeks stanowią świadectwo jakości instytucji badawczych. Jeśli prawo krajowe lub regionalne zapewnia naukowcom korzystniejsze warunki niż przewidziane w Karcie, to karta wymaga, aby korzystniejsze warunki nie były umniejszane.
Wdrożenie Karty Naukowca zaleca nie tylko Komisja Europejska, lecz również inne organizacje naukowe, w tym Eurodoc i Stowarzyszenie Marie Curie Fellows.